# Walter Wippersberg
Walter Johannes Maria Wippersberg (* 4. Juli 1945 in Steyr, Oberösterreich; † 31. Jänner 2016 ebenda) war ein österreichischer Schriftsteller, Theaterregisseur, Filmemacher und Fotokünstler. Besondere Bekanntheit erlangte er durch seine  Mockumentary Das Fest des Huhnes. 

## Leben

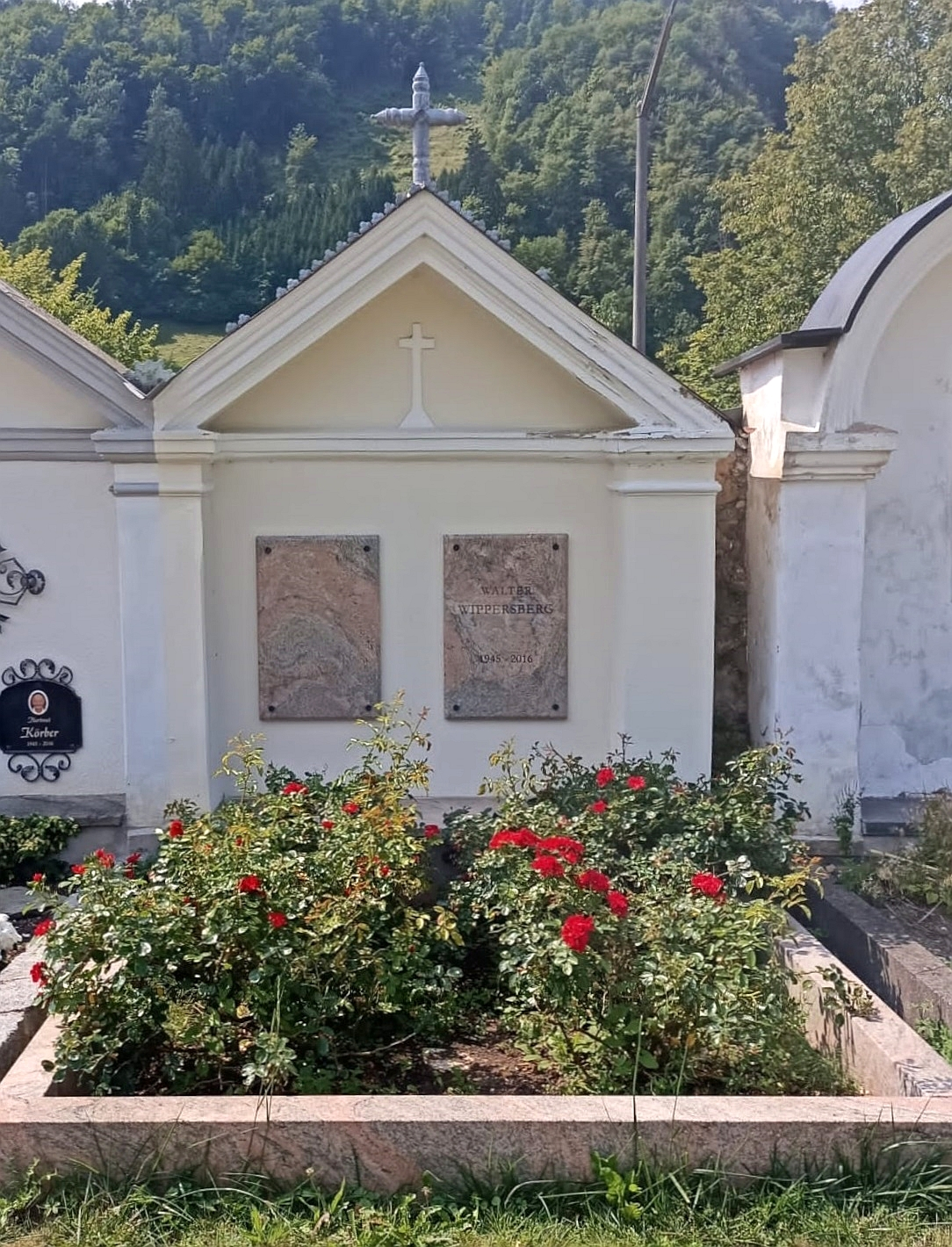
Grabstätte in Losenstein

Wippersberg studierte in Wien Theaterwissenschaften, Kunstgeschichte und Psychologie. Von 1965 bis 1970 war er Bühnenbildner und Regisseur an verschiedenen Kleinbühnen. Seit 1990 lehrte er an der Wiener Filmakademie Drehbuch und Dramaturgie.
Sein Buch Schlechte Zeiten für Gespenster, das auch in einer französischen Übersetzung vorliegt, wurde 1986 von der Augsburger Puppenkiste verfilmt.
Walter Wippersberg ist bestattet auf dem Friedhof von Losenstein.

## Werke (Auswahl)
Sachbücher
- Der Krieg gegen die Raucher. Zur Kulturgeschichte der Rauchverbote. Promedia, 2010 ISBN 978-3-85371-317-4.
- Arbeit in der Fabrik vor hundert Jahren

Drehbücher
- Fluchtversuch. 1975.
- Sankt Petri Schnee. 1991.
- Das Fest des Huhnes. 1992 (auch Regie).
- Dunkles, rätselhaftes Österreich. 1994.
- Das Kapital. 1995, Regie: Xaver Schwarzenberger.
- Die Wahrheit über Österreich. 2001.

Kinderbücher
- Schlafen auf dem Wind. Herold-Spectrum, München 1971, ISBN 3-7767-0383-0.
- Julias Hexe. Obelisk, Innsbruck, ISBN 3-85197-201-5.
- Der Kater Konstantin. Konstantin wird berühmt. Konstantin auf Reisen. 3 Bände. Obelisk, Innsbruck 1973–1975; wieder Thienemanns, ab 1977, ISBN 978-3-522-12650-2 (für Konstantin wird berühmt), Illustr. Franz Josef Tripp.
- Erik und Roderik. Eine Rittergeschichte. Obelisk, Innsbruck 1977, ISBN 3-85197-148-5.
- Herr Sokrates und die veilchenblaue Dame. Obelisk, Innsbruck 1979.
- Mit Großvater auf Safari, Benzinger, Zürich, 1980, ISBN 3-545-31108-2. Neuauflage: Mit Opa auf Safari, Obelisk, Innsbruck, 2004, ISBN 3-851-97473-5.
- Schlechte Zeiten für Gespenster. Benzinger, Zürich, 1984, ISBN 3-545-32240-8. Nagel & Kimche 1996, ISBN 3-312-00798-4.
- Max der Unglücksrabe. Obelisk, Innsbruck 1990, ISBN 3-312-00734-8.
- Der Ritter von der traurigen Gestalt. Obelisk, Innsbruck 2001, ISBN 3-85197-415-8.
- Gute Zeiten für Gespenster. Obelisk, Innsbruck 2003, ISBN 3-85197-458-1.

Romane
- Gegenlicht. Hanser, München 1979, ISBN 3-446-03128-6.
- Ein Anfang von Etwas. Paul Zsolnay, Wien 1982, ISBN 978-3-5520-3411-2.
- Die Irren und die Mörder. Otto Müller Verlag, Salzburg 1998, ISBN 978-3-7013-0973-3.
- Ein nützlicher Idiot. Otto Müller Verlag, Salzburg 1999, ISBN 978-3-7013-0990-0.
- Die Geschichte eines lächerlichen Mannes. Otto Müller Verlag, Salzburg 2000, ISBN 978-3-7013-1017-3.

Erzählende Essays
- Einiges über den lieben Gott. Wie er erfunden wurde und wohin das geführt hat. Otto Müller Verlag, Salzburg 2006, ISBN 978-3-7013-1123-1.
- Eine Rückkehr wider Willen. Zwei Berichte über mich. Otto Müller Verlag, Salzburg 2008, ISBN 978-3-7013-1152-1.

" Vierzehn Monate. Vierzehn Jahre. Aufschreibungen. Otto Müller Verlag, Salzburg 2010, ISBN 978-3-7013-1179-8.
Die Bücher von Wippersberg wurden ins Französische, Spanische, Dänische, Niederländische, Amerikanische und ins Japanische übersetzt.

## Auszeichnungen
- 1970 Theodor-Körner-Preis
- 1988 Kulturpreis des Landes Oberösterreich
- Österreichischer Staatspreis für Kinder- und Jugendliteratur
  - 1971 für Schlafen auf dem Wind
  - 1991 für Max, der Unglücksrabe
- Kinderbuchpreis der Stadt Wien
  - 1971 für Schlafen auf dem Wind
  - 1975 für Augenzeugen
  - 1984 für Schlechte Zeiten für Gespenster
- 2004 Zehn besondere Bücher zum Andersentag für Erik und Roderik
- 1992 Fernsehpreis der Österreichischen Erwachsenenbildung für Das Fest des Huhnes
- 2005 Goldenes Verdienstzeichen des Landes Oberösterreich
- 2005  Fernsehpreis der österreichischen Volksbildung für Mein Vater, meine Frau und meine Geliebte
- Literaturförderungspreis des Landes Oberösterreich
- Filmförderungspreis der Stadt Wien